# HR 4796
Désignations
HR 4796 est une étoile binaire située à environ ∼ 235 a.l. (∼ 72,1 pc) du Soleil, dans la constellation du Centaure. Ce système stellaire membre de l'association de TW Hydrae est composé d'une étoile blanche de la séquence principale et d'une naine rouge.
L'étoile principale est environ deux fois plus massive que le Soleil et vingt fois plus lumineuse. Son âge est estimé à 8 millions d'années. Elle est entourée d'un disque de poussières dont le spectre est rougeâtre.

## Système

### HR 4796 A

#### L'étoile
L'étoile principale, HR 4796 A, est de type spectral A0 V, de magnitudes absolue de 1,61 ± 0,11 et apparente de 5,80. Sa métallicité est comparable à celle du Soleil. Son rayon vaut 1,68 fois le rayon solaire et sa masse 2,18 fois celle du Soleil.

#### Le disque
Ce disque de débris est soupçonné dès 1991 à la détection d'un excès d'émission d'infra-rouges de l'étoile primaire.
En 2007, son spectre rougeâtre est révélé par l'instrument Near-Infrared Multi-Object Spectrometer embarqué sur le télescope spatial Hubble. Ce spectre est semblable à celui du tholin,.
En 2009 est obtenue une résolution par le télescope Hubble confirmant son existence.

### HR 4796 B
La seconde étoile, plus petite de beaucoup, sa masse étant de 30 % celle du Soleil, est de type M2.5 V. Elle serait éloignée de plus de 500 au de la composante principale du système.